# Mathias Normann
Mathias Antonsen Normann (Svolvær, 28 maggio 1996) è un calciatore norvegese, centrocampista dell'Al-Sailiya.

## Carriera

### Club
Normann ha cominciato la carriera con la maglia dello Svolvær, squadra per cui ha esordito anche in 5. divisjon. Nel 2012 ha giocato per il Lofoten, in 3. divisjon. L'anno seguente è stato ingaggiato dal Bodø/Glimt, con cui si è alternato tra prima squadra e giovanili.
Il 24 aprile 2014 ha effettuato il proprio esordio ufficiale con questa maglia: ha sostituito Vieux Sané nel successo per 0-5 maturato sul campo del Tverlandet, sfida valida per il primo turno del Norgesmesterskapet. È stata l'unica presenza stagionale in prima squadra.
Il 23 gennaio 2015 è stato reso noto il suo passaggio all'Alta con la formula del prestito, in 2. divisjon. Ha debuttato con questa maglia in data 19 aprile, schierato titolare nel pareggio per 3-3 in casa del Notodden. Il 14 giugno ha trovato la prima rete, nel 4-3 inflitto al Lørenskog.
Tornato al Bodø/Glimt per fine prestito, il 13 marzo 2016 ha effettuato il proprio esordio in Eliteserien: è stato schierato titolare nel 2-0 con cui la sua squadra ha superato il Sogndal. Al termine della 30ª ed ultima giornata di campionato, in virtù della sconfitta per 2-1 sul campo del Rosenborg e della contemporanea vittoria per 3-0 dello Stabæk sullo Start, il Bodø/Glimt è scivolato al 15º posto, retrocedendo così in 1. divisjon.
Normann è rimasto in squadra fino al 20 luglio 2017, quando è stato reso noto il suo passaggio agli inglesi del Brighton & Hove, a cui si è legato con un contratto triennale.
Il 16 agosto 2017, il Brighton & Hove ha reso noto d'aver ceduto Normann al Molde con la formula del prestito. Ha giocato la prima partita con questa casacca in data 27 agosto, sostituendo Isak Ssewankambo nel 2-1 sul Kristiansund, sfida valida per i quarti di finale del Norgesmesterskapet.
Il 26 gennaio 2018, il Molde ha reso noto d'aver raggiunto un accordo per il prolungamento del prestito del calciatore, fino all'estate.
Terminato il prestito fa ritorno al Brighton, con cui non gioca nessuna partita per voi venire ceduto a titolo definitivo, il 28 gennaio 2019, ai russi del Rostov.
Il 29 agosto 2021 viene ceduto in prestito al Norwich City.
Il 16 agosto 2022 il Lecce annuncia di aver trovato un accordo per il prestito del calciatore, ma, a causa del protrarsi della procedura relativa al tesseramento del giocatore, l'affare non viene portato a compimento.

### Nazionale
Normann ha rappresentato la Norvegia a livello Under-17, Under-18 e Under-21.  Per quanto concerne quest'ultima selezione, il 3 novembre 2016 ha ricevuto la prima convocazione dal commissario tecnico Leif Gunnar Smerud in vista delle partite amichevoli da disputarsi contro Slovacchia e Repubblica Ceca, rispettivamente in data 12 e 15 novembre. I test, disputatisi a La Manga del Mar Menor, non sono stati validi ai fini del conteggio delle presenze in nazionale. L'esordio vero e proprio è arrivato quindi il 5 ottobre 2017, quando è stato schierato come titolare nella partita pareggiata col punteggio di 0-0 contro l'Irlanda, valida per le qualificazioni al campionato europeo 2019.

## Statistiche

### Presenze e reti nei club
Statistiche aggiornate al 7 marzo 2024.
| Stagione            | Club                | Campionato          | Campionato | Campionato | Coppe nazionali | Coppe nazionali | Coppe nazionali | Coppe continentali | Coppe continentali | Coppe continentali | Supercoppe | Supercoppe | Supercoppe | Totale | Totale |
| Stagione            | Club                | Comp                | Pres       | Reti       | Comp            | Pres            | Reti            | Comp               | Pres               | Reti               | Comp       | Pres       | Reti       | Pres   | Reti   |
| ------------------- | ------------------- | ------------------- | ---------- | ---------- | --------------- | --------------- | --------------- | ------------------ | ------------------ | ------------------ | ---------- | ---------- | ---------- | ------ | ------ |
| 2011                | Svolvær             | 5D                  | ?          | ?          | CN              | ?               | ?               | -                  | -                  | -                  | -          | -          | -          | ?      | ?      |
| 2012                | Svolvær             | 5D                  | ?          | ?          | CN              | ?               | ?               | -                  | -                  | -                  | -          | -          | -          | ?      | ?      |
| Totale Svolvær      | Totale Svolvær      | Totale Svolvær      | ?          | ?          |                 | ?               | ?               |                    | -                  | -                  |            | -          | -          | ?      | ?      |
| 2012                | Lofoten             | 3D                  | ?          | ?          | CN              | ?               | ?               | -                  | -                  | -                  | -          | -          | -          | ?      | ?      |
| 2013                | Bodø/Glimt          | 1D                  | 0          | 0          | CN              | 0               | 0               | -                  | -                  | -                  | -          | -          | -          | 0      | 0      |
| 2014                | Bodø/Glimt          | 1D                  | 0          | 0          | CN              | 1               | 0               | -                  | -                  | -                  | -          | -          | -          | 1      | 0      |
| 2015                | Alta                | 2D                  | 16         | 2          | CN              | 1               | 0               | -                  | -                  | -                  | -          | -          | -          | 17     | 2      |
| 2016                | Bodø/Glimt          | ES                  | 27         | 0          | CN              | 6               | 3               | -                  | -                  | -                  | -          | -          | -          | 33     | 3      |
| gen.-lug. 2017      | Bodø/Glimt          | 1D                  | 7          | 0          | CN              | 1               | 0               | -                  | -                  | -                  | -          | -          | -          | 8      | 0      |
| Totale Bodø/Glimt   | Totale Bodø/Glimt   | Totale Bodø/Glimt   | 34         | 0          |                 | 8               | 3               |                    | -                  | -                  |            | -          | -          | 42     | 3      |
| lug.-dic. 2017      | Molde               | ES                  | 5          | 0          | CN              | 2               | 0               | -                  | -                  | -                  | -          | -          | -          | 7      | 0      |
| gen.-giu. 2018      | Molde               | ES                  | 10         | 1          | CN              | 1               | 0               | UEL                | -                  | -                  | -          | -          | -          | 11     | 1      |
| Totale Molde        | Totale Molde        | Totale Molde        | 15         | 1          |                 | 3               | 0               |                    | -                  | -                  |            | -          | -          | 53     | 4      |
| 2018-gen. 2019      | Brighton U-21       | -                   | -          | -          | -               | -               | -               | -                  | -                  | -                  | FLT        | 2          | 0          | 2      | 0      |
| gen.-giu. 2019      | Rostov              | PL                  | 9          | 0          | CR              | 2               | 0               | -                  | -                  | -                  | -          | -          | -          | 11     | 0      |
| 2019-2020           | Rostov              | PL                  | 23         | 1          | CR              | 1               | 0               | -                  | -                  | -                  | -          | -          | -          | 24     | 1      |
| 2020-2021           | Rostov              | PL                  | 15         | 1          | CR              | 1               | 0               | UEL                | 1                  | 0                  | -          | -          | -          | 17     | 1      |
| lug.-ago. 2021      | Rostov              | PL                  | 4          | 0          | CR              | 0               | 0               | -                  | -                  | -                  | -          | -          | -          | 4      | 0      |
| Totale Rostov       | Totale Rostov       | Totale Rostov       | 51         | 2          |                 | 4               | 0               |                    | 1                  | 0                  |            | -          | -          | 56     | 2      |
| ago. 2021-2022      | Norwich City        | PL                  | 23         | 1          | FACup+CdL       | 2+0             | 0               | -                  | -                  | -                  | -          | -          | -          | 25     | 1      |
| set.2022-2023       | Dinamo Mosca        | PL                  | 14         | 0          | CR              | 3               | 0               | -                  | -                  | -                  | -          | -          | -          | 17     | 0      |
| lug.-ago. 2023      | Dinamo Mosca        | PL                  | 1          | 0          | CR              | 0               | 0               | -                  | -                  | -                  | -          | -          | -          | 1      | 0      |
| Totale Dinamo Mosca | Totale Dinamo Mosca | Totale Dinamo Mosca | 15         | 0          |                 | 3               | 0               |                    | -                  | -                  |            | -          | -          | 18     | 0      |
| ago. 2023-2024      | Al-Ra'ed            | SPL                 | 17         | 0          | CA              | 1               | 0               | -                  | -                  | -                  | -          | -          | -          | 18     | 0      |
| Totale              | Totale              | Totale              | 156+       | 6+         |                 | 22+             | 3+              |                    | 1                  | 0                  |            | 2          | 0          | 181+   | 9+     |

### Cronologia presenze e reti in nazionale
| Cronologia completa delle presenze e delle reti in nazionale ― Norvegia | Cronologia completa delle presenze e delle reti in nazionale ― Norvegia | Cronologia completa delle presenze e delle reti in nazionale ― Norvegia | Cronologia completa delle presenze e delle reti in nazionale ― Norvegia | Cronologia completa delle presenze e delle reti in nazionale ― Norvegia | Cronologia completa delle presenze e delle reti in nazionale ― Norvegia | Cronologia completa delle presenze e delle reti in nazionale ― Norvegia | Cronologia completa delle presenze e delle reti in nazionale ― Norvegia |
| Data                                                                    | Città                                                                   | In casa                                                                 | Risultato                                                               | Ospiti                                                                  | Competizione                                                            | Reti                                                                    | Note                                                                    |
| ----------------------------------------------------------------------- | ----------------------------------------------------------------------- | ----------------------------------------------------------------------- | ----------------------------------------------------------------------- | ----------------------------------------------------------------------- | ----------------------------------------------------------------------- | ----------------------------------------------------------------------- | ----------------------------------------------------------------------- |
| 5-9-2019                                                                | Oslo                                                                    | Norvegia                                                                | 2 – 0                                                                   | Malta                                                                   | Qual. Euro 2020                                                         | -                                                                       | 76’                                                                     |
| 15-10-2019                                                              | Bucarest                                                                | Romania                                                                 | 1 – 1                                                                   | Norvegia                                                                | Qual. Euro 2020                                                         | -                                                                       | 81’                                                                     |
| 4-9-2020                                                                | Oslo                                                                    | Norvegia                                                                | 1 – 2                                                                   | Austria                                                                 | UEFA Nations League 2020-2021 - 1º turno                                | -                                                                       |                                                                         |
| 7-9-2020                                                                | Belfast                                                                 | Irlanda del Nord                                                        | 1 – 5                                                                   | Norvegia                                                                | UEFA Nations League 2020-2021 - 1º turno                                | -                                                                       |                                                                         |
| 8-10-2020                                                               | Oslo                                                                    | Norvegia                                                                | 1 – 2 dts                                                               | Serbia                                                                  | Qual. Euro 2020                                                         | 1                                                                       | 46’ 47’                                                                 |
| 11-10-2020                                                              | Oslo                                                                    | Norvegia                                                                | 4 – 0                                                                   | Romania                                                                 | UEFA Nations League 2020-2021 - 1º turno                                | -                                                                       | 70’                                                                     |
| 14-10-2020                                                              | Oslo                                                                    | Norvegia                                                                | 1 – 0                                                                   | Irlanda del Nord                                                        | UEFA Nations League 2020-2021 - 1º turno                                | -                                                                       | 65’                                                                     |
| 1-9-2021                                                                | Oslo                                                                    | Norvegia                                                                | 1 – 1                                                                   | Paesi Bassi                                                             | Qual. Mondiali 2022                                                     | -                                                                       | 68’                                                                     |
| 4-9-2021                                                                | Riga                                                                    | Lettonia                                                                | 0 – 2                                                                   | Norvegia                                                                | Qual. Mondiali 2022                                                     | -                                                                       | 60’                                                                     |
| 13-11-2021                                                              | Oslo                                                                    | Norvegia                                                                | 0 – 0                                                                   | Lettonia                                                                | Qual. Mondiali 2022                                                     | -                                                                       |                                                                         |
| 16-11-2021                                                              | Rotterdam                                                               | Paesi Bassi                                                             | 2 – 0                                                                   | Norvegia                                                                | Qual. Mondiali 2022                                                     | -                                                                       | 74’                                                                     |
| 25-3-2022                                                               | Oslo                                                                    | Norvegia                                                                | 2 – 0                                                                   | Slovacchia                                                              | Amichevole                                                              | -                                                                       | 20’ 71’                                                                 |
| Totale                                                                  |                                                                         | Presenze                                                                | 12                                                                      |                                                                         | Reti                                                                    | 1                                                                       |                                                                         |